# ميخائيل ماكبرايد
ميخائيل ماكبرايد (بالإنجليزية: Michael McBride)‏ هو لاعب كرة قدم ومدرب كرة قدم أسترالي في مركز الوسط، ولد في 25 سبتمبر 1975 في بلنهيم في نيوزيلندا. لعب مع FFV NTC ‏.